# Ionique mineur
L’ionique mineur (grec ancien ἰωνικὸς ἀπ᾽ ἐλάσσονος ou ἰωνικός, latin Ionicus a minore) est un pied tétrasyllabique de la métrique antique et notamment de la poésie grecque et latine. Il est composé de deux syllabes brèves suivies de deux syllabes longues, dont la première contient le temps marqué, et se note | ∪ ∪ — — |. Il contient donc six mores. Il est de genre double.

## Les divers mètres ioniques mineurs
Le monomètre ionique mineur, composé d'un seul pied ionique, ne se rencontre comme élément isolé que dans les dactylo-épitrites et compositions similaires.
Le dimètre ionique mineur acatalectique, sous forme pure (| ∪ ∪ — — | ∪ ∪ — — |) ou avec anaclase (| ∪ ∪ — ∪ | — ∪ — — |) est le mètre ionique le plus fréquent, souvent doublé pour former un tétramètre.
Ex. Ἒμε δείλαν ἒμε παίσαν (Alcée, fragment 123.1 D)

Ex. Πολιοὶ μὲν ἡμὶν ἤδε (Anacréon, fr. 44 D, forme avec anaclase)

Les premiers exemples de dimètre se rencontrent déjà chez Alcman et chez Alcée ; mais c'est aux chants gracieux d'Anacréon qu'il doit sa popularité ininterrompue jusqu'à l'Antiquité tardive. Chez les épigones d'Anacréon, la perception de la nature ionique de ce verset (souvent appelé simplement anacréontique) se perdit en raison de la prédominance absolue de la forme anaclastique, qui avait donc été réinterprétée comme un mètre iambique avec anapeste initial et qui utilisa les remplacements autorisés dans ce type de mètre. Il existe aussi une forme catalectique du dimètre (| ∪ ∪ — — | ∪ ∪ — ∧ |). Timocréon l'a utilisée dans une série de vers gnomiques :
Ex. Σικελὸς κομψὸς ἀνήρ (Timocréon, fr. 4 D)

Le trimètre ionique mineur se rencontre surtout dans les parties lyriques du drame, quoique moins fréquemment que le dimètre ; les poètes lyriques en avaient déjà fait usage, sous forme pure (| ∪ ∪ — — | ∪ ∪ — — | ∪ ∪ — — |) ou avec anaclase. Un fragment d'Anacréon (39 D) présente un premier vers pur, un deuxième vers avec anaclase entre le premier et le deuxième pieds, un troisième vers avec anaclase entre le deuxième et le troisième pieds :
Ex. ἀγανῶς οἶά τε νεβρὸν νεοθηλέα

γαλαθηνός, ὃς τ'ἐν ὕλῃ κεροέσσης

πολειφθεὶς ἀπὸ μητρὸς ἐπτοήθη

Il existe aussi une forme catalectique du trimètre, sans anaclase (| ∪ ∪ — — | ∪ ∪ — — | ∪ ∪ — ∧ |) ou avec.
Ex. Διονύσου σαῦλαι βασσαρίδες (Anacréon, fr. 48; le deuxième pied est un molosse)
La forme acatalectique du tétramètre ionique mineur est normalement formée par la juxtaposition de deux dimètres, avec césure médiane, selon le schéma | ∪ ∪ — — | ∪ ∪ — — || ∪ ∪ — — | ∪ ∪ — — |. L'anaclase est courante ; il n'y a pas toujours de césure médiane.
Ex. Ἐκατὸν μέν, Διὸς υἱόν, τάδε Μῶσαι κροκόπεπλοι (Alcman, fr. 34 D)

Le tétramètre catalectique (| ∪ ∪ — — | ∪ ∪ — — || ∪ ∪ — — | ∪ ∪ X) ou galliambe, était souvent utilisé dans les chants dédiés au culte de la Grande Mère (le nom vient en fait des coqs, noms donnés aux prêtres émasculés de la déesse Cybèle). Les poètes alexandrins, dont Callimaque, furent les premiers à cultiver ce vers, que Catulle reprend dans le célèbre poème LXIII, dans un tour de force métrique particulièrement ardu en latin.
Ex. Γαλλαὶ μητρὸς ὀρείης φιλόθυρσοι δρομάδες

(fragment anonyme, Lyrica Adespota 121 = Alex. 9 D)

Ex. Super alta vectus Attis celeri rate maria,

Phrygium ut nemus citato cupide pede tetigit (Catulle, LXIII, 1-2)

## Les systèmes ioniques mineurs
Le plus connu des systèmes complexes faisant usage de l’ionique mineur est le décamètre ionique mineur, dont voici un exemple latin chez Horace :
| ∪ ∪ — — | ∪ ∪ — — | 

Miserarum et neque amori

| ∪ ∪ — — | ∪ ∪ — — | 

dare ludum neque dulci

| ∪ ∪ — — | ∪ ∪ — — | 

Mala vino lavere aut ex-

| ∪ ∪ — — | ∪ ∪ — — | 

animari metuentes

| ∪ ∪ — — | ∪ ∪ — — | 

Patruae verbera linguae.

Voici un système ionique mineur encore plus ample chez Eschyle dans le domaine grec :
| ∪ ∪ — — | ∪ ∪ — — | 

κυάνεον δ´ὄμμασι λεύσσων

| ∪ ∪ — — | ∪ ∪ — — | 

φονίου δέργμα δράκοντος,

| ∪ ∪ — — | ∪ ∪ — — | 

πολύχειρ καὶ πολυναύτης,

| ∪ ∪ — — | ∪ ∪ — — | 

Σύριόν θ´ἅρμα διώκων,

| ∪ ∪ — — | ∪ ∪ — — | 

ἐπάγει δουρικλύτοις ἀν-

| ∪ ∪ — ∪ | — ∪ — — | 

δράσι τοξόδαμνον Ἄρη.

## L'ionique mineur en dehors de la métrique antique
De nombreuses langues utilisent en poésie l'ionique mineur, adaptant la syllabe longue en syllabe accentuée et la syllabe brève en syllabe inaccentuée, comme en allemand le poète élégiaque Klopstock :
| ∪ — — | ∪ ∪ — — | ∪ ∪ — | ∪ ∪ — — | ∪ — — |
Dir aufsteh, | du den Wehruf | des Gerichts | von dem Thron her | nicht tot hörst.